# 吉野ひろみ
吉野 ひろみ（よしの ひろみ、1982年9月1日 - ）は日本のタレント。北海道出身。株式会社EBAプロダクション所属。
チョン・ホイルの小説『高句麗好太王』など韓国の書籍を翻訳した上智大学卒の翻訳家吉野ひろみとは別人。

## 人物
- 趣味：ショッピング、料理、散歩、写真を撮る事
- 特技：ホルン、水泳、脚を90度に曲げる事

## 出演

### テレビ番組
- ズバリ言うわよ!（TBS、2005年～2008年)
- さんまのSUPERからくりテレビ（TBS、2005年）
- 中居正広の金曜日のスマたちへ（TBS、2005～2006年）
- くりぃむナントカ（テレビ朝日、2006年）
- ザ・ドリームマッチ（TBS、2007年）

### CM
- サッポロビール
- イオングループ
- 北ガス
- ANA
- 世界文化社「MISS」